# Koubourath Osséni
Pour les articles homonymes, voir Osseni.
Koubourath Osséni, de son vrai nom  Kadidjat Koubourath Anjorin épouse Osséni, née le 23 avril 1947 à Porto-Novo, au Bénin, médecin de profession est une femme politique béninoise, grande chancelière de la grande chancellerie de l'ordre national du Bénin, ancienne députée à l'Assemblée nationale et ancienne ministre dans le gouvernement du président Nicéphore Soglo.

## Biographie

### Parcours académique et professionnel
Koubourath Osséni commence ses études primaires à Bamako au Mali, à Tahoua au Niger, à Kayes et à Sikasso au Mali et décroche son entrée en sixième en 1960, à Sikasso au Mali. Elle poursuit ses études du premier cycle du secondaire au collège des jeunes filles de Markala au Mali et y décroche en 1964 le Brevet d’études du premier cycle et le second cycle au lycée des jeunes filles John F. Kennedy à Dakar au Sénégal. Elle quitte le Sénégal et revient au Bénin en 1968 et décroche le BAC série D et s’inscrit à la faculté de médecine de l’Université Nationale du Bénin et y poursuit ses études supérieures jusqu’en 1975. Entre septembre 1975 et juin 1977, elle part en stage pratique de médecine moderne à l’Université de Lomé (hôpital de Lomé-Tokoin) et y décroche son doctorat en médecine,.
De retour du Togo pour le Bénin, elle est nommée médecin chef du centre médical d’Avrankou de 1977 à 1978, ensuite médecin chef du centre médical de Cotonou de 1978 à 1979 et médecin en pédiatrie au Centre hospitalier universitaire Hubert Koutoukou Maga de Cotonou de 1979 à 1981.

### Parcours politique
Elle dirige pendant 12 ans la grande chancellerie de l'ordre national du Bénin. Élue députée à l'Assemblée nationale en 1991 à la suite des premières législatives organisées le 8 septembre 1993, elle démissionne de l'Assemblée nationale et devient ministre du Travail, de l’Emploi et des Affaires sociales dans le gouvernement du président Nicéphore Soglo à la suite d'un remaniement. En 1997, elle est nommée consul honoraire du Mali au Bénin puis, de 1999 à 2004, elle fut membre du Conseil économique et social (Ces). En 2009, Koubourath Anjorin Osséni est promue à la tête de la Grande Chancelière de la grande chancellerie de l'ordre national du Bénin de 2009 à 2021, un poste qu'elle occupe pendant 12 ans avant de passer le témoin à sa successeur Mariam Chabi Talata le mardi 1er juin 2021.

### Engagement civique
Élue respectivement en 1992 et 1994, aux postes de présidente de la Fédération nationale des associations des femmes du Bénin (Fnafb) et de présidente du Réseau national pour la parité (Renap) dont le siège est à Genève en Suisse, elle a également  été membre du Soroptimist international (Si) Club doyen de Cotonou dont elle a assuré la présidence de 2008 à 2010.